# 大鰭鰳
大鰭鰳為輻鰭魚綱鲱形目鋸腹鰳科的其中一種，為熱帶海水魚，分布於中西太平洋馬來西亞沙勞越半鹹水、海域，深度0-50公尺，體長可達12公分，棲息在沿海、河口水域，生活習性不明。

## 擴展閱讀
維基物種上的相關：大鰭鰳